# 網路霸凌
網路霸凌（英語：cyberbullying），又稱網路欺凌、網路暴力、網暴，是指一種在網路上發生的霸凌事件，乃因網路普及而未及時糾正的網路世代的新興產物。根據加拿大對網路霸凌有深入研究的教育者、西北地區基瓦廷区教育局的教師贝尔西的定義，網路霸凌是：
|  | 一種涉及對信息及通信技术技術的應用，以支援針對個人或群體進行惡意的、重複的、敵意的行為，以使其他人受到傷害。 |

## 概述
网络欺凌在许多情况下是现有传统欺凌的延伸。学生如果在互联网上遭受欺凌，大多数情况下在此之前也曾以其他更传统的方式（例如，身体上或言语上）遭受过欺凌。很少有学生只在互联网上遭受欺凌；这些网络受害者通常是身体更强壮的学生，这导致欺凌者更喜欢在线对抗，而不是在学校进行面对面的接触。
2010 年代，美国的公众意识有所提高，部分原因是由于一些备受瞩目的案件。一些美国州和其他国家已经通过了打击网络欺凌的法律。一些法律旨在专门针对青少年网络欺凌，而另一些法律则涵盖了身体骚扰的范围。在成人网络骚扰案件中，这些报告通常首先提交给当地警方。法律因地区或州而异。
研究表明，网络欺凌受害会造成许多严重后果。关于网络欺凌负面影响的具体统计数据因国家和其他人口统计数据而异。一些研究人员指出，可能有一些方法可以使用现代计算机技术来确定和阻止网络欺凌。
其他研究表明，在COVID-19 大流行期间，网络欺凌事件有所增加，当时许多青少年和成年人被隔离在家中，因此，与大流行之前相比，他们上网的频率更高。例如，一项发表在《社会心理学杂志》上的关于成年人的研究发现，支持网络欺凌的态度以及网络欺凌犯罪行为都有统计学意义上的显著增加。然而，另一项针对6,500多名4-12年级加拿大青少年的研究并未发现网络欺凌参与率更高。作者推测，这可能是由于父母在孩子在家时对其在线活动进行更密切的监控和参与的结果。
网络喷子是一种常见的欺凌形式，发生在在线社区（例如网络游戏或社交媒体）中，目的是引起反应或干扰，或者仅仅是某些人的娱乐行为。网络跟踪是另一种形式的欺凌或骚扰，使用电子通信手段来跟踪受害者；这可能对受害者构成可信的威胁。
并非所有在线上或社交媒体上的负面互动都可归因于网络欺凌。研究表明，网络上也存在导致同伴压力的互动，这可能对相关人员产生负面、正面或中性的影响。

## 表現形式

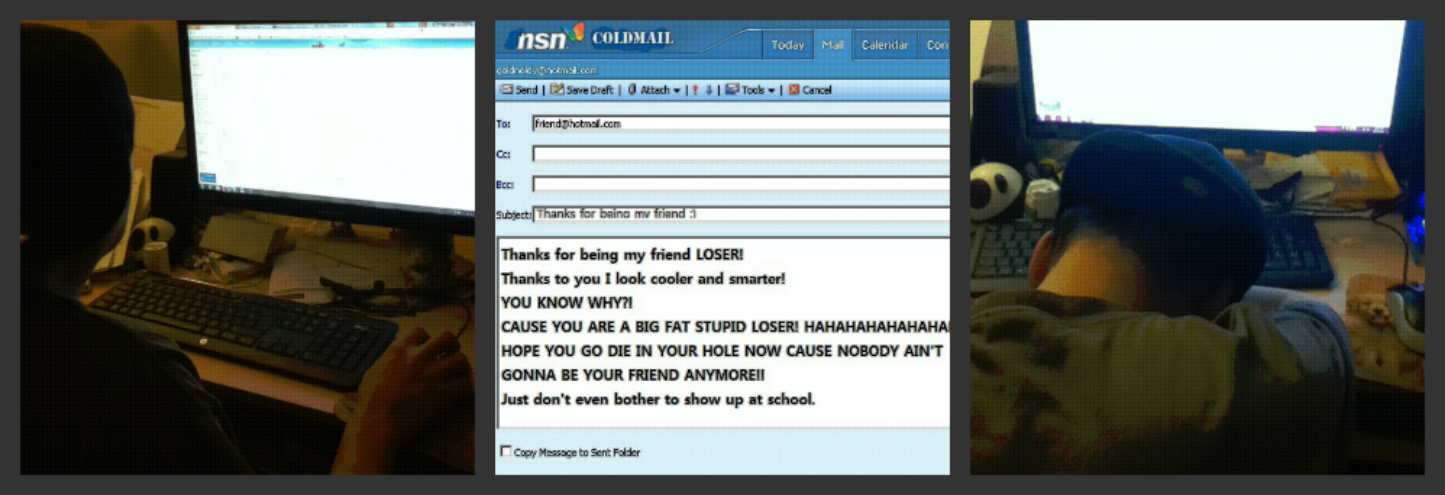
一名匿名网友正通过发送带有侮辱性词语的骚扰邮件来实行网络霸凌

由於網路的匿名特性，使得使用者往往不用表明身分，僅靠一個名稱，即通行整個網路。也因此，這類型的網路使用者藉由網路的此一特性，會展現出與日常生活不同的型態。常見的網絡霸凌方法有：
1. 重複並且不斷地對其他網民使用言語暴力；
2. 重複並且不斷地對特定網民或網絡群體進行杯葛、排擠；
3. 模仿特定網民外表及行為特徵，並且加以羞辱；
4. 把受害人之個人資料（如真實姓名，容貌等）公開，俗稱「起底」、「爆料」，但是有時受害者也會公布加害者之個人資料藉以自我保護，由於牽涉言論自由，犯罪加害者的個人隱私保護問題一直存在爭議；
5. 把受害人容貌移花接木至他人相片中，或在這些相片旁加上誹謗性文字，俗稱「P圖」；
6. 重複並且不斷地在論壇中以言語用發帖甚至以洗版等方式公開侮辱受害人；
7. 重複並且不斷地傷害跟受害人有關的人士與朋友藉以孤立受害者, 稱為關係霸凌；
8. 使用不同的帳戶及身份攻擊同一名受害人，導致受害人誤以為很多人討厭及攻擊他；
9. 匿名誹謗。

## 知名網路霸凌事件

### 中国大陆

#### 武侯祠刻字事件
2015年5月2日，有網友發表微博聲稱，成都武侯祠內諸葛亮所書《前出師表》石刻被人刻上了“路培国到此一遊，二〇一五四三十”的字樣。儘管媒體強調“不排除有人故意栽赃，冒用别人的名字留言”的可能性，但中國網民仍發起了缺乏認定證據的大規模人肉搜索行動，致使同名者無辜遭受網路霸凌帶來的精神上和生活上的困擾。

#### 肖战粉丝举报及衍生事件
2020年3月28日起，同人创作平台Archive of Our Own疑似由于大陆明星肖战粉丝举报而在中国大陆遭到封禁，引发部分同人文化爱好者和网站用户不满，并与肖战粉丝一方发生争端。争端中，一名同人作者的支持者遭到人肉，粉丝公布了其就读的学校并要求校方将其退学处理事後被澄清為造假。

### 香港
根據無綫電視明珠台節目《明珠檔案》報導，一些在香港的著名網站，例如高登討論區，經常可以找到上述第三、四項手法的霸凌實例。當中一個例子，包括在網上留言性騷擾香港大學的社會運動人士陳巧文、電話和電郵恐嚇街頭劇團好戲量的成員等等。
香港城市大學應用社會科學系副教授黃成榮指，網民很多時受集體行動影響，「人做我又做」地進行「起底」（人肉搜索），不覺自己的霸凌行為可將一個人摧毀，實十分危險。黃成榮直言，作出這類網絡霸凌行為的人，是名副其實「將自己的快樂建築在別人痛苦身上」。他解釋，不少人會透過在網上作出霸凌或「起底」行為，從而獲得快感和滿足感。
有時網民更是把「起底」行為當作網絡遊戲的一種，比賽誰人可以取得更多資料，令自己在網絡世界受認同。
黃成榮指，他們在現實世界中可能真的曾受過霸凌，所以藉網上空間平衡心理，或感覺現實生活苦悶，藉此行為找「樂趣」，不會考慮當事人的感受；即使知道「出事」，亦會對自己說「人人都咁做」以減低罪惡感。

### 台灣

#### 楊又穎輕生事件
2015年4月21日，藝人楊又穎由於長期在職場遭受霸凌，因查覺熟悉友人於網路暗中造謠傷害，又於現實中安慰她，對於此事感到煎熬。於台中市住處吸入過量氦氣輕生身亡，得年24歲。

#### 黄郁婷着中国大陆队服事件
2022年1月23日，2022年北京冬奥会開幕前夕，身為中華台北隊冬奧選手的黃郁婷在個人微博、Instagram及Facebook上分享在美國鹽湖城培訓時身著中國大陆國家隊冬奧隊服的影片，招致臺灣民眾及媒體（多数为泛绿）对她的网暴。2月2日深夜，黃郁婷刪除了影片。之後她發文說明，該服裝是由中國大陸的友人提供，並表示運動歸運動，「在運動界裡，我們沒有國籍之分，大家賽場下都是很要好的朋友！」，但仍未能平息台灣各界对她的网暴。對此，中華奧會副主席蔡賜爵回應「現在選手在備戰期間，我們避免要讓她心情受到影響外，也要提醒跟教育她，有一些細節也要自己拿捏好。」
2022年3月3日，台灣體育署宣布，由於黃郁婷在賽事前後“一再出現爭議言行，損害代表團形象和台灣的民眾情感”，因此決定即日起停止補助內兩年的訓練與比賽經費。黃郁婷對此再次表達抱歉，承诺會避免再發生同樣錯誤。

### 引用
1. ↑  Nations, United. . www.un.org.   [2020-03-07]. （原始内容存档于2020-05-06） （中文（简体））.
2. ↑  . 2007-07-13  [2009-12-07]. （原始内容存档于2017-04-01）.
3. ↑  . 2005-03-23  [2009-12-07]. （原始内容存档于2010-02-08）.
4. 1 2  Burger, C.; Bachmann, L. . Int J Environ Res Public Health. 2021, 18 (19): 10429. PMC 8508291 . PMID 34639731. doi:10.3390/ijerph181910429 .
5. ↑  Hu, Winnie. . The New York Times. Nate Schweber. October 1, 2010  [December 1, 2016]. （原始内容存档于2023-10-03）.
6. ↑  Chapin, John. . Education and Information Technologies. July 2016, 21 (4): 719–728. S2CID 17263766. doi:10.1007/s10639-014-9349-1.
7. ↑  Gregorie, Trudy.  (PDF). （原始内容 (PDF)存档于March 28, 2014）.
8. ↑  What to Do About Cyberbullies: For Adults 的存檔，存档日期July 29, 2014，., by Rena Sherwood; YAHOO Contributor network
9. ↑  Hinduja, S.; Patchin, J. W. . Deviant Behavior. 2008, 29 (2): 129–156. S2CID 144024729. doi:10.1080/01639620701457816.
10. ↑  Kumar, Akshi; Sachdeva, Nitin. . Multimedia Tools and Applications. September 2019, 78 (17): 23973–24010. S2CID 59159655. doi:10.1007/s11042-019-7234-z.
11. ↑  Barlett, Christopher P.; Simmers, Matthew M.; Roth, Brendan; Gentile, Douglas, , The Journal of Social Psychology, July 4, 2021, 161 (4): 408–418, ISSN 0022-4545, PMID 34128768, S2CID 235437450, doi:10.1080/00224545.2021.1918619
12. ↑  Vaillancourt, Tracy; Brittain, Heather; Krygsman, Amanda; Farrell, Ann H.; Landon, Sally; Pepler, Debra, , Aggressive Behavior, July 7, 2021, 47 (5): 557–569, ISSN 0096-140X, PMID 34235773, S2CID 235768155, doi:10.1002/ab.21986 （英语）
13. ↑  Diaz, Fernando L. . University of Illinois Journal of Law, Technology & Policy. 2016: 135–160.
14. ↑  Duggan, Maeve. . Pew Research Center.   [2024-09-01]. （原始内容存档于2023-02-05）.
15. ↑  Smith, Alison M.  (报告). September 5, 2008  [2024-09-01]. （原始内容存档于2022-07-02）.
16. ↑  O'Keeffe, G. S.; Clarke-Pearson, K.; Council on Communications and Media. . Pediatrics. April 1, 2011, 127 (4): 800–804. PMID 21444588. doi:10.1542/peds.2011-0054 .
17. ↑  Ramasubbu, Suren. . Huffington Post. May 26, 2015  [November 30, 2017]. （原始内容存档于2017-09-26） （美国英语）.
18. ↑  Wolpert, Stuart. . UCLA Newsroom.   [November 30, 2017]. （原始内容存档于2019-07-20） （英语）.
19. ↑  . 澎湃新聞. 2015-05-03  [2015-05-03]. （原始内容存档于2019-06-02） （中文（中国大陆））.
20. ↑  . 澎湃新聞. 2015-05-06  [2015-05-06]. （原始内容存档于2019-06-10） （中文（中国大陆））.
21. ↑  the Archive of Our Own is currently inaccessible in China. AO3 Status於Twitter. 2020-03-01 [2020-03-01] （英文）.
22. ↑  . 凤凰娱乐.   [2020-03-01]. （原始内容存档于2020-03-01）.
23. ↑  李湘文. . ETtoday新聞雲. 2020-03-01  [2020-03-01]. （原始内容存档于2020-03-01）.
24. ↑  Aja Romano. . Vox.   [2020-03-02]. （原始内容存档于2020-03-01）.
25. ↑  蒋琳. . 《南方都市报》. 搜狐网. 2020-03-03  [2020-03-26]. （原始内容存档于2020-12-13） （简体中文）.
26. ↑  .   [2009-01-31]. （原始内容存档于2008-12-30）.
27. ↑  慘遭網友起底圍剿 「七折港女」想過輕生 （页面存档备份，存于），頭條日報，2010年1月4日
28. ↑  . 蘋果日報. 2015-04-23  [2015-04-23]. （原始内容存档于2017-05-13） （中文（臺灣））.
29. ↑  . 新頭殼 Newtalk. 2022-02-08  [2022-02-10]. （原始内容存档于2022-03-07） （中文（臺灣））. 郝明義表示，黃郁婷影片不是在北京冬奧現場拍的，她稱是之前在美國鹽湖城培訓時穿了中國隊衣拍的
30. ↑  柯振中. . ETtoday新聞雲. 2022-02-02  [2022-02-02]. （原始内容存档于2022-03-03）.
31. ↑  常威言. . 麗台運動報. 2022-02-02  [2022-02-02]. （原始内容存档于2022-03-13）.
32. ↑  閔文昱. . ETtoday 新聞雲. 2022-02-02  [2022-02-02]. （原始内容存档于2022-03-03）.
33. ↑  吳政紘. . NOWnews 今日新聞. 2022-02-03  [2022-02-03]. （原始内容存档于2022-03-02）.
34. ↑  葉詩敏. . 香港01. 2022-03-04  [2022-04-24]. （原始内容存档于2022-06-22） （中文（香港））.
35. ↑  中時新聞網. . 中時新聞網.   [2022-04-24]. （原始内容存档于2022-08-17） （中文（臺灣））.

### 來源
- 文滙報：兒童網上欺凌可致抑鬱 （页面存档备份，存于）
- 明報：密蘇里州網上欺凌列刑事罪行[]